# Acalypha madagascariensis
Acalypha madagascariensis är en törelväxtart som beskrevs av Ferdinand Albin Pax och Käthe Hoffmann. Acalypha madagascariensis ingår i släktet akalyfor, och familjen törelväxter. Inga underarter finns listade i Catalogue of Life.